# Toulouse FC
A Toulouse Football Club egy 1970-ben alapított francia labdarúgóklub Toulouse-ben. 

## Játékosok

### Jelenlegi keret
2023. január 31. szerint.
| #  |     | Poszt | Név                   |
| -- | --- | ----- | --------------------- |
| 1  | FRA | K     | Thomas Himeur         |
| 2  | DEN | V     | Rasmus Nicolaisen     |
| 3  | DEN | V     | Mikkel Desler         |
| 4  | FRA | V     | Anthony Rouault       |
| 5  | AUS | KP    | Denis Genreau         |
| 6  | MAR | KP    | Zakaríá Ábúhlál       |
| 7  | JPN | CS    | Onaivu Ado            |
| 8  | NED | KP    | Branco van den Boomen |
| 9  | ENG | CS    | Rhys Healey           |
| 10 | BEL | KP    | Brecht Dejaegere ()   |
| 13 | SUI | KP    | Vincent Sierro        |
| 14 | CPV | V     | Logan Costa           |
| 15 | CHI | V     | Gabriel Suazo         |
| 16 | NOR | K     | Kjetil Haug           |

| #  |     | Poszt | Név                                                 |
| -- | --- | ----- | --------------------------------------------------- |
| 17 | NED | KP    | Stijn Spierings                                     |
| 18 | SWE | V     | Oliver Zandén                                       |
| 19 | SRB | KP    | Veljko Birmančević                                  |
| 21 | BRA | CS    | Rafael Ratão                                        |
| 23 | MLI | V     | Moussa Diarra                                       |
| 24 | GRE | KP    | Theohárisz Cingárasz (kölcsönben a PAÓK csapatától) |
| 26 | NOR | V     | Warren Kamanzi                                      |
| 27 | NED | CS    | Thijs Dallinga                                      |
| 28 | ALG | KP    | Farisz Chaïbi                                       |
| 29 | NED | CS    | Saïd Hamulic                                        |
| 30 | FRA | K     | Maxime Dupé                                         |
| 31 | CMR | V     | Kévin Keben                                         |
| 32 | FRA | V     | Christian Mawissa                                   |
| 50 | FRA | K     | Guillaume Restes                                    |

### Játékosok kölcsönben
| # |     | Poszt | Név                                         |
| - | --- | ----- | ------------------------------------------- |
|   | BFA | KP    | Mamady Bangré (a Quevilly-Rouen csapatánál) |
|   | FRA | KP    | Sam Sanna (a Laval csapatánál)              |
|   | FRA | KP    | Kléri Serber (a Botev Vraca csapatánál)     |
|   | FRA | KP    | Tom Rapnouil (a Botev Vraca csapatánál)     |

| # |     | Poszt | Név                                   |
| - | --- | ----- | ------------------------------------- |
|   | FIN | KP    | Naatan Skyttä (az Odense csapatánál)  |
|   | MAR | CS    | Yanis Begraoui (a Pau csapatánál)     |
|   | JAM | CS    | Junior Flemmings (a Niort csapatánál) |

## Korábbi fontos játékosok
- Fabien Barthez
- Vincent Candela
- William Prunier
- Philippe Bergeroo
- Jean-François Domergue
- Yannick Stopyra
- Michel Pavon
- Dominique Rocheteau
- Jean-Luc Sassus
- Christian Lopez
- Rob Rensenbrink
- Alberto Márcico
- Alberto Tarantini
- Bálint László

## Sikerei
- Ligue 2
  - Aranyérmes (3): 1981–82, 2002–03, 2021–22
  - Ezüstérmes (1): 1996–97

- Francia kupa
  - Győztes (1): 2022–23[2]